# 広島大学総合博物館
広島大学総合博物館（ひろしまだいがくそうごうはくぶつかん）は広島県東広島市の広島大学構内にある博物館。

## 設立の経緯と目的
広島大学総合博物館は、広島大学の中期計画に基づいて2006年4月1日に設置される。これに先立ち、2005年4月に総合博物館設立準備室を設置し、全学的な協力を仰ぎ設立準備を進める。2006年11月1日より本館展示を一般に公開し、広島大学の研究活動や所蔵資料を広く紹介している。総合博物館は、広島大学に所蔵する学術標本資料の調査・収集、保存・管理を行い、それらの研究と展示、情報発信にあたることにより、大学の社会貢献や研究・教育の向上に資することを目的としている。
収蔵資料数は約126万点。
※2011年5月1日より、埋蔵文化財調査室と統合して改組。展示情報研究企画部門（従来の博物館）と埋蔵文化財調査部門（旧埋蔵文化財調査室）の2部門制となる。

## 体制
- 博物館長(併任) 中坪孝之（なかつぼたかゆき）統合生命科学研究科教授併任
- 副館長(併任) 淺野敏久（あさのとしひさ）人間社会科学研究科教授
- 兼担教員（併任）後藤秀昭（ごとうひであき）人間社会科学研究科准教授
- マスコットキャラクター ヒロッグ（Hirog: 広報担当：ゆるキャラ） 　ミュージアムキャラクターアワード2020　3位/49エントリー（投票数7,697票、2020.7.29-9.11）  　ミュージアムキャラクターアワード2021　3位/70エントリー（投票数9,947票、2021.7.27-9.9）

### ◇展示情報・研究企画部門
- 部門長 専任教員(准教授) 清水則雄（しみずのりお）
- 学芸職員 黒島健介(くろしまけんすけ)
- 契約技術職員 池田誠慈（いけだせいじ）
- 契約一般職員 池田礼（いけだれい）
- 契約一般職員 清水美恵（しみずみえ）
- 契約一般職員 山口隆文（やまぐちたかふみ）

### ◇埋蔵文化財調査部門
- 部門長　専任教員(准教授) 川島尚宗（かわしまたかむね）
- 研究員 石丸恵利子（いしまるえりこ）
- 教育研究補助職員 梅本健治(うめもとけんじ）

※スタッフのほかに、学内に運営委員16名、企画委員14名、研究員32名、学外に客員研究員8名、学生契約スタッフ約20名が館の運営・企画に協力し、活動を行っている。
※初代館長　岡橋秀典（おかはしひでのり）文学研究科教授併任　2006年4月-2017年3月
　第2代館長　淺野敏久（あさのとしひさ）人間社会科学研究科教授併任　2017年4月-2021年3月
　　　副館長　大塚攻（おおつかすすむ）統合生命科学研究科教授併任　2019年4月-2021年3月　　　　
　第3代館長　中坪孝之（なかつぼたかゆき）統合生命科学研究科教授併任　2021年4月-
　　　副館長　淺野敏久（あさのとしひさ）人間社会科学研究科教授併任　2021年4月-

## 博物館本館について

### 利用案内
- 開館時間 - 火~土曜日 10:00~17:00（入館16:30まで）
- 休館日 - 毎週日曜・月曜日、祝日、年末年始
- 入館料：無料
- 対象：学生、一般人、児童・生徒、学生の保護者、大学OB、大学等の研究者

### 場所
- キャンパスの北西に位置する教育学研究科の南側1階L105教室（250平方メートル）

※大講義室であった部屋から椅子や机等を撤去して改修・整備。展示室の床の一部が少し傾斜しているのはそのため。

### 外装および玄関について
- 黒色の鋼板を用いた外装および玄関は、広島大学工学研究科 岡河 貢 准教授のデザインによる。また使用した鋼板は、JFEスチール株式会社より寄贈されたもの。

## 本館常設展示
本館展示は、大きく4つの展示パートと、憩いのスペースとなる『N'sスクエア』からなる。
なお、本館には、約700点の学術資料および標本を展示している。
1)広島大学?過去・現在・未来-
- 広島大学の歩み
- 挑戦する広島大学
- 自然豊かなキャンパス
- 広大キャンパスの模型

2)宇宙・地球
- 宇宙への招待
- 地球と生命の共進化

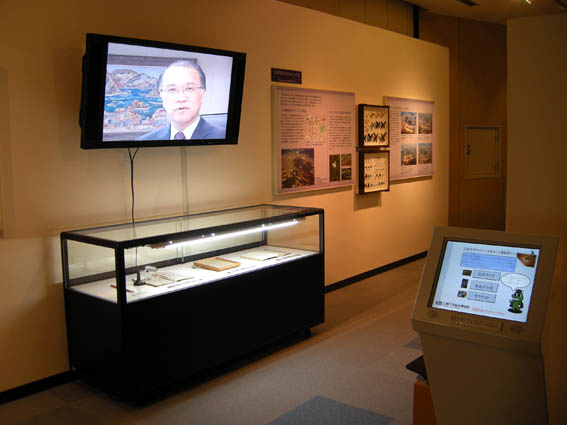
Hiroshima University Museum 1

Hiroshima University Museum 2

※広島市在住の日野渉から寄託された約250点に及ぶ貴重な化石(日野化石コレクション)が中心。目玉は、高さ1.5mの海ユリ、アパトザウルスの大腿骨、小さい魚をくわえた状態の魚の化石、翼竜の化石など。大陸移動説の有力な証拠となったメソザウルスも展示。
3)里海へのいざない
瀬戸内海-里海の世界へ
- 自然干潟の大型模型
- 広島県の県鳥「アビ」の剥製
- 「オノミチキサンゴ」の大型標本
- 生きた化石「カブトガニ」の標本
- 稲葉貝類コレクション
- 厳島神社の復元模型（1/100スケール）

Hiroshima University Museum 3

- ※約770年前の厳島神社の様子を模型で再現（国立歴史民俗博物館から貸与）。
- 安土城の復元模型

4)里山へのいざない
- 西条盆地の絶滅危惧植物の紹介
- 里山の動物剥製（トキ・タンチョウ等）
- オオサンショウウオ関連展示
- 昆虫展示

5)N'sスクエア

Hiroshima University Museum 4

憩いの空間であるとともに、専門図書や大学の学部案内などの閲覧もできる。

## キャンパスまるごと博物館構想
本博物館は、キャンパス各所に点在する学部、遺跡や自然環境などを展示物として見ることで、大学全体を『屋根のない博物館』とみなす「キャンパスまるごと博物館」構想を推進し、本館とサテライト館をつなぐ自然散策道「発見の小径」を整備し、広く公開している。

### サテライト館
- 埋蔵文化財調査部門サテライト館（キャンパス出土の先史から鎌倉時代の埋蔵文化財）
- 生物圏科学研究科サテライト館（エチゼンクラゲのパネル展示、尾長鶏剥製、道産子骨格標本、淡水・海水大型水槽など）
- 文学研究科サテライト館（角筆文献、ハムラビ法典の実物大レプリカ、中国地方・イランの考古学資料など）
- 理学研究科サテライト館（両生類研究施設、岩石・鉱石類、コケ標本群など）
- 中央図書館サテライト館（日野化石コレクション、キャンパスの動物剥製集合展示）

の5館がある。小さな展示スペースではあるが、専門的な展示を行う。

### 発見の小径
キャンパス中央に流れる山中谷川-ぶどう池-門脇川沿いの半自然区に整備された約1.5kmの自然散策道。昔ながらの里山的な自然環境が今もなお残り、昆虫以外にも絶滅危惧種を含む数多くの動植物が生息している。

### キャンパスガイド
学生がガイドする大学見学オススメコース。毎週金曜日の13:00に、法人本部前に集合。所要時間は約1.5時間。

## 活動

### 公開講演会
- 年間6回程度:不定期開催、来聴自由:無料

### フィールドナビ
- 年間6回程度:不定期開催、事前申し込み:保険料、資料代のみ実費

### 企画展
- 2007年6-7月 特別企画展『湯川秀樹・朝永振一郎生誕百年記念展-素粒子の世界を拓く-』広島市
- 2007年7-8月 企画展『氷の大陸に挑む-南極観測50年の歩みと広島大学-』東広島市
- 2008年7-8月 企画展『世界遺産宮島の魅力-発進!!広大の宮島学-』東広島市
- 2009年7-8月 企画展『豊かな里海・瀬戸内海ものがたり』 広島市
- 2010年10-11月 企画展『里山のめぐみ-生物多様性を育む世界-』東広島市
- 2011年10-11月 企画展『エコの記憶 ものづくりの未来-地球とともに生きる-』東広島市
- 2012年7月　海フェスタおのみち連携企画展『ワンダーシー・瀬戸内海の魅力』三原市
- 2012年8月　海フェスタおのみち連携企画展『ワンダーシー・豊かな瀬戸内海』福山市
- 2013年11月　企画展『広島大学のチカラーリサーチ・ユニバーシティーの研究最前線』東広島市，広島市，東京都
- 2014年10-11月　企画展『学術模型が拓く研究の最前線－広島大学のチカラPART2』東広島市
- 2015年6月　企画展『海の博物誌－エビ・カニの博物画と研究最前線－』東広島市
- 2015年10月-11月　企画展『人と自然－今、ネイチャーへ』東広島市，東京都
- 2016年3月　企画展『大いなる飛翔－鳥の世界から－』東広島市
- 2017年11月　企画展【第1弾】日本人研究者が見たインドの原風景写真展「インドの人・くらし・風土－藤原健蔵写真コレクションから－」
- 2018年2月　  企画展【第2弾】「インドを知ろう－広島大学のチカラpart4－」
- 2018年11月　企画展・平成30年度東広島市出土文化財企画展「大学と埋蔵文化財～キャンパスの遺跡・発見された文化財の魅力～」

## 出版
- ニューズレター「HUM-HUM(ふむふむ)」（バックナンバーをホームページより、ダウンロード可能）
- 広島大学総合博物館研究報告（バックナンバーをホームページより、ダウンロード可能）
- 広島大学埋蔵文化財調査研究紀要
- 広島大学遺跡地図2013
- カレンダー
- 広島大学キャンパス絵地図
- 発見の小径探検マップ
- 『広島大学総合博物館自己点検・外部評価報告書（平成18-22年度）』（2012年）（ホームページより、ダウンロード可能）
- 『広島大学所蔵標本・資料1』（2015年）（ホームページより、ダウンロード可能）
- 『オオサンショウウオがいるらしい』（2015年）東広島市教育委員会文化課と豊栄くらすにて販売中（100円）
- カブトガニをみんなで守ろう-共生こそが人類存亡のキーワード-（2016年）
- 『広島大学東広島キャンパスのサクラ』（2018年）
- 『広島大学総合博物館自己点検・外部評価報告書（平成23-28年度）』（2018年）（ホームページより、ダウンロード可能）
- 『オオサンショウウオと暮らすための50のこと』（2020年）Amazonにて販売中
- 『永遠に残したい曽根干潟-世界的に貴重な野鳥と生きた化石カブトガニの楽園-』 （2020年）Amazonにて販売中

## アクセス
- 公共交通機関:JR西条駅前 - 広島大学行バス乗車（所要時間15分） - 広大中央口下車 徒歩5分
- 自家用車:大学北側からは①番、南側からは③番のゲートより入構（他のゲートは入構カードが必要）。キャンパス北西の教育学部周辺の駐車場を利用。